# 시네필
시네필(Cinephile)은 영화 애호가를 의미하는 프랑스어로, "cinéma"(영화)와 "phile"("사랑한다"는 의미의 접미사)을 바탕으로 한 조어이다. 단순한 영화를 좋아하는 팬이 아니라 "장르를 불문하고, 영화 자체를 각별히 사랑한다."라는 등의 의미를 담아 사용된다.

## 같이 보기
- 작가주의
- 애서가